# Ћирибу ћириба (албум из 2019)
Ћирибу ћириба је дебитантски албум хрватске поп певачице Доменике, издат 2019. године за Кроејша рекордс, у сарадњи са Тоником, издавачком кућом Тончија Хуљића. На албуму се налази њен највећи хит Види се из авиона, као и Ми против нас, дует са Дамиром Кеџом.

## Списак песама
| №   | Назив              | Трајање |  |
| 1.  | Мање је више       |         |  |
| 2.  | Пишем на тебе      |         |  |
| 3.  | Ћирибу ћириба      |         |  |
| 4.  | Кад сам с тобом    |         |  |
| 5.  | Ми против нас      |         |  |
| 6.  | Нема те свит       |         |  |
| 7.  | Види се из авиона  |         |  |
| 8.  | Индиго             |         |  |
| 9.  | Љубавна лимунада   |         |  |
| 10. | Баш, баш           |         |  |
| 11. | Не видим, не чујем |         |  |